# Gunung Agung (Tanjung Sakti Pumi)
Gunung Agung is een bestuurslaag in het regentschap Lahat van de provincie Zuid-Sumatra, Indonesië. Gunung Agung telt 639 inwoners (volkstelling 2010).